# Dubiraphia brunnescens
Dubiraphia brunnescens is een keversoort uit de familie beekkevers (Elmidae). De wetenschappelijke naam van de soort werd in 1925 gepubliceerd door Henry Clinton Fall.